# Here Comes the Sun (альбом Ніни Сімон)
Here Comes the Sun — тринадцятий студійний альбом американської співачки Ніни Сімон, що складається з кавер-версій пісень поп- і рок-музикантів, випущений лейблом RCA у квітні 1971 року.
До нього увійшли пісні, записані в студіях RCA з повним оркестром і бек-вокалом. Хоча Сімон переспівує пісні Боба Ділана, The Beatles та інших, більшість версій мають аранжування, що суттєво відрізняються від оригінальних записів. Найяскравіше це проявляється у фінальній пісні «My Way», яка своїм швидким ритмом суттєво відрізняється від звичних інтерпретацій.

## Трек-лист
| Сторона 1 | Сторона 1                              | Сторона 1  |
| #         | Назва                                  | Тривалість |
| --------- | -------------------------------------- | ---------- |
| 1.        | «Here Comes the Sun» (Джордж Гаррісон) | 3:31       |
| 2.        | «Just Like a Woman» (Боб Ділан)        | 4:38       |
| 3.        | «O-o-h Child» (Стен Вінсент)           | 3:14       |
| 4.        | «Mr. Bojangles» (Джеррі Джефф Вокер)   | 4:58       |

| Сторона 2 | Сторона 2                                    | Сторона 2  |
| #         | Назва                                        | Тривалість |
| --------- | -------------------------------------------- | ---------- |
| 5.        | «New World Coming» (Баррі Манн, Синтія Вейл) | 4:40       |
| 6.        | «Angel of the Morning» (Чіп Тейлор)          | 3:29       |
| 7.        | «How Long Must I Wander» (Уелдон Ірвайн)     | 6:16       |
| 8.        | «My Way» (Пол Анка, Клод Франсуа, Жак Рево)  | 5:08       |
| 35:54     |                                              |            |

## Персоналії
- Ніна Сімон — піаніно, вокал
- Коркі Гейл — арфа
- Бек-вокал зібраний Говардом Робертсом
- Оркестр зібраний Кермітом Муром
- Аранжування Гарольда Вілера та Ніни Сімон
- Диригент Гарольд Вілер
- Сем Веймон — координатор виробництва